# Pastoría, Apulco
Pastoría är en ort i Mexiko.   Den ligger i kommunen Apulco och delstaten Zacatecas, i den centrala delen av landet, 400 km nordväst om huvudstaden Mexico City. Pastoría ligger 1 965 meter över havet och antalet invånare är 103.
Terrängen runt Pastoría är platt åt sydost, men åt nordväst är den kuperad. Runt Pastoría är det ganska glesbefolkat, med 32 invånare per kvadratkilometer. Närmaste större samhälle är Teocaltiche, 14,3 km sydost om Pastoría. I omgivningarna runt Pastoría växer huvudsakligen savannskog.